# Sabresuchus
Sabresuchus — вимерлий рід неозухійських крокодилоподібних з крейдяного періоду Європи. Назва походить від «шабля» у зв’язку зі збільшеним і вигнутим п’ятим верхньощелепним зубом і «сухус» від давньогрецького слова «крокодил».
Наразі визнано два дійсні види: Sabresuchus ibericus зі східної Іспанії та Sabresuchus symplesiodon з Румунії. Обидва види раніше були віднесені до роду Theriosuchus як T. ibericus і T. symplesiodon відповідно. У кладистичному аналізі 2016 року було виявлено, що це неозухій, більш близький до членів родини Paralligatoridae, ніж до атопозаврид.